# Kup Županijskog nogometnog saveza Varaždin 2016./17.
Kup Županijskog nogometnog saveza Varaždin za sezonu 2016./17. je osvojio Varaždin, koji se uz finalista Nedeljanec plasirao u pretkolo Hrvatskog kupa za sezonu 2017./18.

## Sudionici
U natjecanju je sudjelovalo 59 klubova s područja Varaždinske županije, prikazanih prema pripadnostima ligama u sezoni 2016./17. 
| 3. HNL – Istok (III.) - Varaždin MŽNL Čakovec – Varaždin (IV.) - Jalžabet - Nedeljanec - Novi Marof - Plitvica Gojanec - Podravina Ludbreg - Varteks Varaždin - Zadrugar Hrastovsko - Zelengaj Donji Kućan | 1. ŽNL Varaždinska (V.) - Bednja Beletinec - Budućnost Vidovec - Drava Sveti Đurđ - Dubravka-Zagorac Turčin - Ivančica Ivanec - Lepoglava - Mladost Margečan - Mladost Šemovec - Obreš Sveti Ilija - Plitvica Selnik - Podravac Sesvete Ludbreške - Polet Cestica - Rudar 47 Donje Ladanje - Sloga Slokovec | 2. ŽNL Varaždinska (VI.) - Bukovčan Veliki Bukovec - Čevo Podevčevo - Dinamo Apatija - Dinamo Babinec - Karlovec (Karlovec Ludbreški) - Mladost Varaždin - Nova Ves - Novakovec - Orač Petrijanec - Polet Tuhovec - Sloboda Tužno - Sloboda-ŠN Varaždin - Sračinec - Vinica | 3. ŽNL Varaždin (VII.) - Beretinec - Bratstvo Otok Virje - Mladost Varaždinske Toplice - Omladinac Jurketinec - Podravac Svibovec Podravski - Trnje Trnovec - Udarnik 32 Kućan Gornji - Vindija Donja Voća - Vratno (Gornje Vratno) Liga NS Ludbreg (VII.) - Ajax Komarnica Ludbreška - Bukovčan 27 Mali Bukovec - Dinamo 01 Vrbanovec - Gora Globočec Ludbreški - Lunjkovec - Mladost Sigetec Ludbreški - Mladost Sveti Petar - Polet Martijanec - Poljanec - Poljoprivednik Kapela Podravska - Radnički Hrženica - Razvitak Čičkovina - Struga-Rovokop |

## Rezultati

### 1. kolo
Igrano 6. i 7. kolovoza 2016. 
| klub1                           | klub2                       | rez.       | napomene                                          |
| ------------------------------- | --------------------------- | ---------- | ------------------------------------------------- |
| Nedeljanec                      | Omladinac Jurketinec        | 10:1       |                                                   |
| Vindija Donja Voća              | Polet Martijanec            | 6:1        |                                                   |
| Sračinec                        | Bratstvo Otok Virje         | 7:1        |                                                   |
| Zadrugar Hrastovsko             | Razvitak Čičkovina          | 5:0        |                                                   |
| Obreš Sveti Ilija               | Gora Globočec Ludbreški     | 6:0        |                                                   |
| Novi Marof                      | Podravac Svibovec Podravski | 9:1        |                                                   |
| Poljoprivednik Kapela Podravska | Mladost Varaždin            | 2:5        |                                                   |
| Mladost Sigetec Ludbreški       | Mladost Sveti Petar         | 0:3        |                                                   |
| Čevo Podevčevo                  | Varaždin                    | 0:10       |                                                   |
| Vratno (Gornje Vratno)          | Budućnost Vidovec           | 0:4        |                                                   |
| Dinamo Babinec                  | Beretinec                   | 7:5 (11 m) | Dinamo prošao boljim izvođenjem jedanaesteraca    |
| Bukovčan 27 Mali Bukovec        | Mladost Varaždinske Toplice | 1:2        |                                                   |
| Orač Petrijanec                 | Udarnik 32 Kućan Gornji     | 1:0        |                                                   |
| Nova Ves                        | Mladost Šemovec             | 1:3        |                                                   |
| Polet Cestica                   | Plitvica Selnik             | 2:3        |                                                   |
| Poljanec                        | Dinamo Apatija              | 0:7        |                                                   |
| Mladost Margečan                | Trnje Trnovec               | 5:0        |                                                   |
| Novakovec                       | Dinamo 01 Vrbanovec         | 8:7 (11 m) | Novakovec prošao boljim izvođenjem jedanaesteraca |
| Varteks Varaždin                | Bukovčan Veliki Bukovec     | 3:1        |                                                   |
| Sloga Slokovec                  | Rudar 47 Donje Ladanje      | 3:1        |                                                   |
| Karlovec (Karlovec Ludbreški)   | Drava Sveti Đurđ            | 2:4 (11 m) | Drava prošla boljim izvođenjem jedanaesteraca     |
| Dubravka-Zagorac Turčin         | Zelengaj Donji Kućan        | 3:1        |                                                   |
| Podravac Sesvete Ludbreške      | Ivančica Ivanec             | 3:2        |                                                   |
| Polet Tuhovec                   | Vinica                      | 1:2        |                                                   |
| Sloboda-ŠN Varaždin             | Struga-Rovokop              | 4:1        |                                                   |
| Ajax Komarnica Ludbreška        | Lunjkovec                   | 5:1        |                                                   |
| Sloboda Tužno                   | Lepoglava                   | 0:1        |                                                   |

### 2. kolo
Igrano 13. i 14. kolovoza 2016. 
| klub1                    | klub2                       | rez.       | napomene                                           |
| ------------------------ | --------------------------- | ---------- | -------------------------------------------------- |
| Vindija Donja Voća       | Sračinec                    | 7:1        |                                                    |
| Vinica                   | Mladost Margečan            | 2:0        |                                                    |
| Plitvica Gojanec         | Novakovec                   | 3:1        |                                                    |
| Ajax Komarnica Ludbreška | Varteks Varaždin            | 1:9        |                                                    |
| Lepoglava                | Dubravka-Zagorac Turčin     | 0:1        |                                                    |
| Plitvica Selnik          | Podravac Sesvete Ludbreške  | 4:1        |                                                    |
| Drava Sveti Đurđ         | Sloga Slokovec              | 4:1        |                                                    |
| Mladost Šemovec          | Sloboda-ŠN Varaždin         | 4:6 (11 m) | Sloboda-ŠN prošla boljim izvođenjem jedanaesteraca |
| Novi Marof               | Mladost Varaždinske Toplice | 6:0        |                                                    |
| Dinamo Babinec           | Budućnost Vidovec           | 0:3        |                                                    |
| Zadrugar Hrastovsko      | Dinamo Apatija              | 4:5 (11 m) | Dinamo prošao boljim izvođenjem jedanaesteraca     |
| Nedeljanec               | Mladost Sveti Petar         | 5:0        |                                                    |
| Orač Petrijanec          | Radnički Hrženica           | 4:1        |                                                    |
| Podravina Ludbreg        | Varaždin                    | 0:2        |                                                    |
| Jalžabet                 | Mladost Varaždin            | 3:0        |                                                    |
| Bednja Beletinec         | Obreš Sveti Ilija           | 1:0        |                                                    |

### 3. kolo
Igrano od 7. do 14. rujna 2016.
| klub1              | klub2                   | rez. | napomene |
| ------------------ | ----------------------- | ---- | -------- |
| Novi Marof         | Jalžabet                | 5:4  |          |
| Nedeljanec         | Budućnost Vidovec       | 3:0  |          |
| Vindija Donja Voća | Bednja Beletinec        | 0:2  |          |
| Drava Sveti Đurđ   | Sloboda-ŠN Varaždin     | 3:2  |          |
| Varteks Varaždin   | Dubravka-Zagorac Turčin | 9:2  |          |
| Vinica             | Plitvica Gojanec        | 6:1  |          |
| Orač Petrijanec    | Dinamo Apatija          | 5:7  |          |
| Plitvica Selnik    | Varaždin                | 0:5  |          |

### Četvrtzavršnica
Igrano 28. rujna 2016. 
| klub1            | klub2            | rez. | napomene |
| ---------------- | ---------------- | ---- | -------- |
| Vinica           | Varteks Varaždin | 1:5  |          |
| Bednja Beletinec | Nedeljanec       | 1:2  |          |
| Novi Marof       | Dinamo Apatija   | 5:0  |          |
| Varaždin         | Drava Sveti Đurđ | 4:1  |          |

### Poluzavršnica
Utakmice igrane od 10. do 30. svibnja 2017. 
| klub1            | klub2      | 1. ut | 2. ut | napomene |
| ---------------- | ---------- | ----- | ----- | -------- |
| Varteks Varaždin | Varaždin   | 1:1   | 0:4   |          |
| Nedeljanec       | Novi Marof | 2:0   | 2:0   |          |

### Završnica
Prvi susret igran 14. lipnja, a uzvrat 17. lipnja 2017. 
| klub1      | klub2    | 1. ut | 2. ut | napomene                |
| ---------- | -------- | ----- | ----- | ----------------------- |
| Nedeljanec | Varaždin | 0:2   | 0:3   | Varaždin pobjednik kupa |

## Poveznice
- Županijski nogometni savez Varaždin
- zns-varazdin.hr, Kup ŽNS Varaždin
- Kup Županijskog nogometnog saveza Varaždin
- 2. ŽNL Varaždinska 2016./17.
- 3. ŽNL Varaždin 2016./17.
- Liga NS Ludbreg 2016./17.